# Phomopsis irregularis
Phomopsis irregularis är en svampart som först beskrevs av Died., och fick sitt nu gällande namn av Franz Petrak 1921. Phomopsis irregularis ingår i släktet Phomopsis och familjen Diaporthaceae.   Inga underarter finns listade i Catalogue of Life.